# Copa del Rey de baloncesto 1983
La Copa del Rey de baloncesto 1983 fue la número 47.º, donde su final se disputó en el Pabellón Municipal de Palencia el 28 de abril de 1983. Fue la última edición organizada por la Federación Española de Baloncesto, ya que después lo sería por parte de la ACB.
La edición fue disputada por los todos los equipos de la temporada 1982–83, los dos primeros accedían directamente a los cuartos de final.

## Octavos de final
Los equipos en segundo lugar jugaron la vuelta en casa. Los partidos de ida se jugaron entre el 2, 3 y 4 de abril y los de vuelta 9 y 10 de abril. 
| Equipo 1         | Agr.    | Equipo 2           | Ida     | Vuelta |
| ---------------- | ------- | ------------------ | ------- | ------ |
| Real Madrid      | Exento  |                    |         |        |
| FC Barcelona     | Exento  |                    |         |        |
| Obradoiro        | 158–185 | OAR Fondomar       | 74–91   | 84–94  |
| CAI Zaragoza     | 170–177 | Joventut Massana   | 92–93   | 78–84  |
| Estudiantes      | 151–183 | Cotonificio        | 69–87   | 82–96  |
| Manresa EB       | 158–177 | Areslux Granollers | 81–82   | 77–95  |
| Caja de Ronda    | 151–149 | Basconia           | 73–68   | 78–81  |
| Miñón Valladolid | 206–219 | Inmobanco          | 111–125 | 95–94  |

## Cuartos de final
Los partidos de ida se jugaron el 13 de abril y los partidos de vuelta los días 16 y 17 de abril.
| Equipo 1      | Agr.    | Equipo 2           | Ida    | Vuelta  |
| ------------- | ------- | ------------------ | ------ | ------- |
| FC Barcelona  | 191–174 | OAR Fondomar       | 94–80  | 97–94   |
| Real Madrid   | 228–191 | Joventut Massana   | 110–84 | 108–107 |
| Cotonificio   | 154–144 | Areslux Granollers | 79–75  | 75–69   |
| Caja de Ronda | 148–179 | Inmobanco          | 80–87  | 68–92   |

## Semifinales
Los partidos de ida se jugaron el 20 de abril y los de vuelta el 24 de abril.
| Equipo 1     | Agr.    | Equipo 2    | Ida   | Vuelta |
| ------------ | ------- | ----------- | ----- | ------ |
| FC Barcelona | 2–0     | Real Madrid | 2–0   |        |
| Inmobanco    | 161–155 | Cotonificio | 81–80 | 80–73  |

## Final
Debido a que el FC Barcelona ganó la Liga Nacional, el Inmobanco clasificó para la Copa Saporta como subcampeón, pero finalmente el club desapareció antes de iniciar la siguiente temporada. 
| 28 de abril de 1983, 19:00 | FC Barcelona                       | 125–93                             | Inmobanco                          | |  |
| 19:00 GTM+1                | Marcador por tiempos: 62-41, 63-52 | Marcador por tiempos: 62-41, 63-52 | Marcador por tiempos: 62-41, 63-52 | |  |
|                            | Estadísticas Epi 30                | Reporte Pts                        | Estadísticas Morales 28            | Pabellón: Pabellón Municipal de Palencia, Palencia Asistencia: 4,000 espectadores Árbitros: Antonio Ballesteros Sebastián Ollero |  |

| Campeón de la Copa del Rey 1983 |
| ------------------------------- |
| FC Barcelona 13.º título        |